# Lill-Korsträsket
Lill-Korsträsket är en sjö i Älvsbyns kommun i Norrbotten och ingår i Piteälvens huvudavrinningsområde. Sjön är 7,1 meter djup, har en yta på 1,16 kvadratkilometer och är belägen 61 meter över havet. Lill-Korsträsket ligger i Piteälven Natura 2000-område. Sjön avvattnas av vattendraget Klockstapelbäcken.

## Delavrinningsområde
Lill-Korsträsket ingår i det delavrinningsområde (729080-173547) som SMHI kallar för Utloppet av Lill-Korsträsket. Medelhöjden är 141 meter över havet och ytan är 24,29 kvadratkilometer. Det finns inga avrinningsområden uppströms utan avrinningsområdet är högsta punkten. Klockstapelbäcken som avvattnar avrinningsområdet har biflödesordning 3, vilket innebär att vattnet flödar genom totalt 3 vattendrag innan det når havet efter 55 kilometer. Avrinningsområdet består mestadels av skog (79 procent). Avrinningsområdet har 1,22 kvadratkilometer vattenytor vilket ger det en sjöprocent på 5 procent.